# 589 Croatia
Croatia (asteroide 589) é um asteroide da cintura principal com um diâmetro de 87,54 quilómetros, a 3,0076141 UA. Possui uma excentricidade de 0,0411189 e um período orbital de 2 029 dias (5,56 anos).
Croatia tem uma velocidade orbital média de 16,81760191 km/s e uma inclinação de 10,8173º.
Esse asteroide foi descoberto em 3 de Março de 1906 por August Kopff.
Este asteroide recebeu este nome em homenagem ao país europeu Croácia.